# Chrysocharis gibsoni
Chrysocharis gibsoni är en stekelart som beskrevs av Christer Hansson 1987. Chrysocharis gibsoni ingår i släktet Chrysocharis och familjen finglanssteklar. Inga underarter finns listade i Catalogue of Life.